# Mengxi (köpinghuvudort i Kina, Guizhou Sheng, lat 28,08, long 108,98)
Mengxi (kinesiska: 孟溪, 孟溪镇) är en köpinghuvudort i Kina. Den ligger i provinsen Guizhou, i den sydvästra delen av landet, omkring 280 kilometer nordost om provinshuvudstaden Guiyang. Antalet invånare är 24 919. Befolkningen består av 12 039 kvinnor och 12 880 män. Barn under 15 år utgör 28,0 %, vuxna 15-64 år 62 %, och äldre över 65 år 8,0 %.